# Jurijiwka (rejon pawłohradzki)
Jurijiwka (ukr. Юріївка) – osiedle na Ukrainie, w obwodzie dniepropetrowskim, w rejonie pawłohradzkim.
Do 2024 roku nosiło nazwę Jurjiwka (ukr. Юр’ївка). 

## Historia
Pierwsza wzmianka o osadzie pochodzi z 1777.
Status osiedla typu miejskiego od 1957.
W 1989 liczyło 2339 mieszkańców.
W 2013 liczyło 2302 mieszkańców.
W latach 1991-2020 siedziba rejonu jurjiwskiego.